# Odrazna maglica
Odrazna (reflektna, refleksijska) maglica je oblak međuzvjezdane prašine koja odražava svjetlost obližnjih zvijezda i zvjezdanih skupova.
Vrsta odrazne maglice je kometarna maglica.